# قضاء راشيا
قضاء راشيا هي أحد أقضية محافظة البقاع الثلاثة، يحتل مساحة من الأرض تساوي 5.2 % من المساحة الإجمالية للبنان، أي حوالي 545 كيلومتراً مربعاً ثلثها أراض جردية تشكل جزءً من سلسلة جبال لبنان الشرقية حيث قمة جبل حرمون على ارتفاع 2800 متراً فوق سطح البحر. يحده من الشمال قضاء زحلة ومن الغرب قضاء البقاع الغربي ومن الجنوب قضاء حاصبيا في محافظة النبطية ومن الشرق الحدود السورية. يبلغ عدد سكان القضاء 28000 نسمة تقريباً، أي ما يعادل 0.7% من العدد الإجمالي لسكان لبنان يتوزعون على 26 بلدة فيها جميعها مجالس بلدية منتخبة. مركز القضاء بلدة راشيا التاريخية المشهورة بقلعتها التي لجأ إليها رجالات الاستقلال عندما لاحقهم قوات الانتداب الفرنسي. معظم سكان راشيا هم من الدروز إلى جانب أقلية مسيحية. غادر العديد من سكان راشيا إلى مدن أكبر في لبنان مثل بيروت، خلال الحرب الأهلية اللبنانية، لم تتأثر راشيا بقدر ما تأثرت بأجزاء أخرى من لبنان أثناء النزاع.

## أعلام
- إبراهيم المنذر

## طالع
- تل زيتون

مركز المعلوماتية للتنمية الحلية نسخة محفوظة 1 فبراير 2009 على موقع واي باك مشين.